# Ceràmica Campaniana B
La Ceràmica Campaniana B el tipus ceràmic dins de la Ceràmica Campaniana que més canvis ha sofert en el temps. Es produeix a la zona de l'Etrúria i té un repertori de formes propi. La seva cronologia va des del 125 al 50 aC, convivint amb les últimes produccions de Campaniana A
Cal destacar que en aquest moment hi ha un problema a l'hora d'ubicar totes les produccions de Campaniana B, ja que tot el que no és B Etrusca però n'imita el repertori formal, s'anomena B-Oïde, categoria que forma un Calaix de sastre, que no és més que les produccions de diferents tallers fora de la zona original, els quals seguint moda del moment, també fan Camapanianes B.

## Característiques
Presenta una pasta de colors marrons clars i un vernís negre espès i setinat de molt bona qualitat, aplica per immersió, de manera que la part exterior del fons de les peces acostuma a aparèixer en reserva. En comparació amb la Campaniana A, la B és de més bona qualitat.
Quant al repertori formal, aquest es presenta molt estandarditzat i aporta noves formes de vasos inspirades en es vaixelles metàl·liques. Tot i les divisions internes d'aquest tipus de ceràmica, cal destacar que disposa d'unes formes úniques que no es donaran en cap altre tipus de Campaniana.
La decoració és molt senzilla i normalment es limita a acanaladures concèntriques i estries fetes amb rodeta i emmarcades per acanaladures. A mitjans s. I aC, coincidint amb la fi de les produccions de Campaniana B, apareixen algunes estampilles amb les inicials de noms i també algun disseny vegetal o geomètric.
Pel que fa al final de les produccions de Campaniana B i B-Oïde, aquest no és gens clar, però coincideix amb el període de desenvolupament de l'Aretina de Vernís Negre, que té unes característiques molt semblants i procedeix d'una àrea geogràfica també molt propera.

## Tipus de Campaniana B

### Campaniana B de l'Etruria Marítima
Es produeix a la zona de Volterra. Es tracta de vasos de gran qualitat amb un vernís negre tirant a blavós i molt acurats tècnicament.

### Campaniana B de Cales
La seva cronologia és del 130 aC-120 aC al 90 aC-80 aC en la seva varietat mitjana, la més estesa.
El taller de Cales, ubicat al nord de la Campània. Inicialment va ser considerat un taller de B-Oïdes, tot i que aquest taller té els seus antecedents ja e les produccions de ceràmica calena del segle iii aC. Té un repertori de formes diferent del de la Campaniana A i molt estandarditzat, pensat per a poder ser transportat amb facilitat. És per aquest motiu que la gran majoria de peces tenen formes molt obertes, ja que són més fàcils d'apilar i és més difícil que es trenquin amb el llarg transport marítim i terrestre.
Pel que fa a la decoració, és important tenir en compte que alguns vasos adopten la creu de Losange estampada al fons, com a decoració diferenciadora, tot i que hi ha molts altres motius decoratius.

### Campaniana B-Oïde
Són ceràmiques de vernís negre emparentades amb la Campaniana B per la seva tipologia formal, el seu origen podria haver estat la imitació per part d'alguns tallers, de ceràmica ja coneguda i amb èxit comercial, però són de molt mal qualitat, en tots els aspectes: les pastes són gruixudes i normalment cuites en excés, fet que també perjudica el vernís, que es desgastava molt ràpidament a causa d'aquest factor. També degut a l'excés de cuita, les pastes presenten un color marronós com de xocolata que les identifica ràpidament com a B-Oïdes.
Les B-Oïdes constitueixen un verdader calaix de sastre on s'agrupen totes aquelles produccions que actualment encara no s'han acabat de sistematitzar en no haver-se trobat els centres productors, però, també hi conviuen altres varietats e les quals se n'ha pogut establir el seu origen.